# Chantal Magalie Mbazoo Kassa
Chantal Magalie Mbazoo Kassa, née à Bitam au Gabon le 23 mars 1967, est une poétesse et romancière gabonaise d'expression française. Journaliste de formation, elle devient universitaire et enseigne à l'École normale supérieure de Libreville. Elle publie une recueil de poésie, primé par l'Académie de la francophonie, puis quatre romans. Elle est considérée comme la troisième romancière gabonaise.

## Biographie
Chantal Magalie Mbazoo Kassa naît à Bitam, dans le nord du Gabon, le 23 mars 1967,. Elle effectue ses études primaires et secondaires au Gabon, puis y commence ses études supérieures à l'université de Libreville,. 
Elle part ensuite en France pour y continuer ses études, et s'inscrit à l'École supérieure de journalisme de Lille, dont elle obtient le diplôme. Elle préfère ensuite se réorienter vers la carrière universitaire, passe un DEA à l'université de Lille III, puis présente en 1999 sa thèse de lettres modernes à l'université de Cergy-Pontoise, avec pour sujet : « La femme et ses images dans le roman gabonais » ; cette thèse est publiée dix ans plus tard,.
Revenue au Gabon à la fin des années 1990, Chantal Magalie Mbazoo Kassa y enseigne à l'École normale supérieure de Libreville,. Elle est remarquée par le gouvernement qui la nomme conseillère du président au Conseil national de la communication (CNC),. Elle a fondé par ailleurs la Maison gabonaise du livre, qu'elle dirige.
Elle s'adonne aussi à la poésie et publie en 1998 son recueil Noir, le sang de ma terre. Ce recueil poétique reçoit le premier prix international de poésie décerné par l'Académie francophone, à Paris,.
Chantal Magalie Mbazoo Kassa écrit ensuite des romans. Son premier roman, Sidonie, raconte l'histoire d'un fonctionnaire qui trompe sa femme et perd sa maîtresse ; il parle du problème du Sida. Ce roman remporte la deuxième place au Prix du roman gabonais. Il est ensuite publié à Paris en 2001 aux éditions Alpha-Omega,.
Elle publie son deuxième roman en 2003, FAM !, à la Maison Gabonaise du Livre. Ce nouveau roman aborde les thèmes de la gouvernance politique et de l'alternance. Il évoque également le thème de la corruption chez les hommes et les femmes habitant une nation africaine fictive, Sy. Le titre du roman « Fam » est un jeu de mots, ce mot signifiant « homme » dans la langue Fang, alors que la prononciation renvoie au français « femme » qui signifie l'inverse.
Chantal Magalie Mbazoo Kassa est considérée comme la troisième romancière gabonaise, après Angèle Rawiri et Justine Mintsa,. Elle organise un groupe réunissant des femmes de lettres, leur permettant d'échanger sur les difficultés que rencontrent les femmes écrivant dans leur pays natal.
Elle publie ensuite d'autres romans : Amours infirmes, en 2013 ; Chienne de vie ! : ou la folle journée d'un œil, d'une oreille et d'une bouche... en 2016.

## Ouvrages
- Noir, le sang de ma terre, 1998, poésie – Prix international de poésie, de l'Académie francophone.
- La femme et ses images dans le roman gabonais, thèse sous la direction de Bernard Mouralis, 1999 ; rééditée en 2009.
- Sidonie, Éditions Alpha-Omega, 2001  (ISBN 2911464990 et 9782911464997), roman – Deuxième prix du roman gabonais.
- FAM !, Libreville, Maison Gabonaise du Livre, 2003, roman.
- Amours infirmes, Libreville, La Maison Gabonaise du Livre, 2013  (ISBN 2914943245 et 9782914943246), roman.
- Chienne de vie ! : ou la folle journée d'un œil, d'une oreille et d'une bouche..., Libreville, La maison gabonaise du livre, 2016  (ISBN 2914943342 et 9782914943345), roman